# بينيتو إراولا فاسكيز
بينيتو إراولا فاسكيز (بالإسبانية: Benito Vázquez)‏ هو مستكشف إسباني، ولد في 1738 في سانتياغو دي كومبوستيلا في إسبانيا، وتوفي في 1810 في سانت لويس في الولايات المتحدة.